# Ksar Alnif
Pour l’article homonyme, voir Alnif.
Ksar Alnif (en arabe : قصر ألنيف) est un village fortifié dans la province de Tinghir, région Draa-Tafilalet au sud-est du Maroc .